# Walter Freiwald (Moderator)
Walter Freiwald (* 21. April 1954 in Wittmund; † 16. November 2019) war ein deutscher Moderator.

## Leben
Nach der Mittleren Reife absolvierte Freiwald eine kaufmännische Lehre. 1979 erhielt er eine Stelle beim britischen Musiklabel EMI. Danach wurde er Redakteur, später Moderator bei verschiedenen Radiosendern, unter anderem bei Radio Luxemburg und Radio Gong 2000 (heute Radio Gong 96,3) unter Helmut Markwort.
Im Jahr 1989 ging Freiwald zum Fernsehen. Mit Harry Wijnvoord moderierte er bis 1997 die Sendung Der Preis ist heiß bei RTL. Parallel moderierte er 1991 bei RTL die Teleshopping-Sendung Showladen. Mitte der 1990er hatte Freiwald einige Auftritte in der Seifenoper Unter uns, die bei RTL ausgestrahlt wurde. Mit dem Start des RTL-Teleshoppingkanals RTL Shop moderierte Freiwald dort und war außerdem Programmdirektor bei RTL Shop. Zuvor hatte er bereits beim Einkaufssender QVC gearbeitet. 2008 verließ Freiwald RTL Shop.
Ende 2007 war er Gewinner der Sendung Das perfekte Promi-Dinner und spendete seinen Gewinn der Hospizbewegung Burgwedel.
Im Jahre 2010 bewarb sich Freiwald erfolglos bei der SPD als Kandidat für die Wahl zum Bundespräsidenten.
Von Januar 2012 bis März 2013 moderierte er beim Shoppingsender Pearl.tv und war Ende 2017 nochmals dort tätig.
Im Januar 2015 war Freiwald Kandidat in der neunten Staffel von Ich bin ein Star – Holt mich hier raus!; nach dem Voting der Zuschauer musste er das Camp drei Tage vor dem Finale verlassen. Parallel zu Dschungelcamp wurde seine Single Artur, alles wird gut, die 1993 erstmals erschienen war, erneut veröffentlicht. 2015 siegte er erneut in der Sendung Das perfekte Promi-Dinner; seinen Gewinn spendete er wieder an die Deutsche Hirntumorhilfe. Es folgten Gastauftritte bei Circus HalliGalli, Neo Magazin Royale und Herbstblond – Gottschalks große Geburtstagsshow (hier in der Rolle des Bundespräsidenten). Im August 2015 nahm er an Ich bin ein Star – Lasst mich wieder rein! teil.
Im November 2015 erschien Freiwalds Autobiografie Frei Schnauze und mit einem Augenzwinkern.
Ab 1. Februar 2016 moderierte er beim Teleshoppingsender 123tv zweimal wöchentlich die Sendung Freiwald am Morgen. Im Juni 2016 ließ er sich in der RTL-Show Schau mir in die Augen – Promis unter Hypnose hypnotisieren. Im Oktober 2016 wirkte er als Moderator der Rubrik Der Schweiß ist heiß bei Luke Mockridges Show Luke! Die Woche und ich mit. Ebenfalls seit 2016 war Walter Freiwald Werbegesicht für eine Autohauskette in den Bundesländern Berlin, Brandenburg und Thüringen. Mehrmals war er außerdem seit 2017 Teil der Funk-YouTube-Show World Wide Wohnzimmer, in der er meist als Moderator für kleinere Spiele auftrat.
Freiwald engagierte sich für die Deutsche Hirntumorhilfe. Über seine Social-Media-Kanäle machte er am 6. November 2019 seine unheilbare Krebserkrankung öffentlich. Zehn Tage danach starb er im Alter von 65 Jahren.
Walter Freiwald war verheiratet und hatte zwei Söhne (darunter der Musiker Neill Freiwald). Er wohnte in Meerbusch, Rhein-Kreis Neuss.

## Veröffentlichungen
- 1993: Artur, alles wird gut (Musiksingle)
- 2015: Walter Freiwald: Frei Schnauze und mit einem Augenzwinkern: Die Autobiografie des Kult-Moderators, Teleshopping-Papstes, möglichen Bundespräsidenten und Dschungelkönigs der Herzen! Schwarzkopf & Schwarzkopf, 2015, ISBN 978-3-86265-569-4.